# Darja Rybalowa
Darja Wladimirowna Rybalowa (kasachisch Дарья Владимировна Рыбалова; * 19. August 1988 in Öskemen) ist eine ehemalige kasachische Freestyle-Skierin. Sie startete in den Buckelpisten-Disziplinen Moguls und Dual Moguls und nahm an drei Olympischen Winterspielen sowie vier Freestyle-Skiing-Weltmeisterschaften teil.

## Werdegang
Rybalowa nahm im März 2005 in Krasnoe Ozero erstmals am Europacup teil, wobei sie den 15. Platz im Dual Moguls und den 11. Platz im Moguls errang und belegte bei den Weltmeisterschaften in Ruka den 25. Platz im Moguls sowie den 17. Rang im Dual Moguls. Zu Beginn der Saison 2005/06 gab sie in Tignes ihr Debüt im Freestyle-Skiing-Weltcup, welches sie auf dem 28. Platz im Moguls beendete. Im weiteren Saisonverlauf kam sie bei den Olympischen Winterspielen 2006 in Turin auf den 22. Platz im Moguls und bei den Juniorenweltmeisterschaften 2006 in Krasnoe Ozero auf den 15. Platz im Moguls sowie auf den achten Rang im Dual Moguls. In der Saison 2006/07 belegte sie bei den Weltmeisterschaften 2007 in Madonna di Campiglio den 24. Platz im Moguls sowie den 20. Rang im Dual Moguls und bei den Juniorenweltmeisterschaften 2007 in Airolo den 14. Platz im Dual Moguls sowie den zehnten Rang im Moguls. In der Saison 2008/09 erreichte sie mit dem 23. Platz im Moguls-Weltcup ihr bestes Gesamtergebnis und kam bei den Weltmeisterschaften 2009 in Inawashiro auf den 16. Platz im Dual Moguls sowie auf den 13. Rang im Moguls. In der folgenden Saison errang sie mit Platz zehn im Moguls in Calgary ihre erste Top-Zehn-Platzierung im Weltcup und zum Saisonende den 24. Platz im Moguls-Weltcup. Beim Saisonhöhepunkt, den Olympischen Winterspielen 2010 in Vancouver, belegte sie den 14. Platz im Moguls. 
In der Saison 2010/11 siegte Rybalowa zweimal im Europacup in Poljarnyje Sori und gewann bei der Winter-Universiade 2011 in Erzurum die Goldmedaille im Moguls. In der Saison 2011/12 erreichte sie mit dem sechsten Platz im Moguls in Beida Lake ihr bestes Ergebnis im Weltcup und kam damit erneut auf den 24. Platz im Moguls-Weltcup. Bei den  Weltmeisterschaften 2013 in Voss belegte sie den 25. Platz im Moguls sowie den 18. Rang im Dual Moguls und bei den Olympischen Winterspielen im folgenden Jahr in Sotschi den 28. Platz im Moguls. Ihren 42. und damit letzten Weltcup absolvierte sie im Januar 2014 in Deer Valley, welchen sie auf dem 28. Platz im Moguls beendete.

## Erfolge

### Olympische Spiele
- 2006 Turin: 25. Platz Moguls
- 2010 Vancouver: 14. Platz Moguls
- 2014 Sotschi: 28. Platz Moguls

### Weltmeisterschaften
- 2005 Ruka: 17. Platz Dual Moguls, 25. Platz Moguls
- 2007 Madonna di Campiglio: 20. Platz Dual Moguls, 24. Platz Moguls
- 2009 Inawashiro: 13. Platz Moguls, 16. Platz Dual Moguls
- 2013 Voss: 18. Platz Dual Moguls, 25. Platz Moguls

### Weltcupwertungen
| Saison  | Gesamt | Gesamt | Moguls | Moguls |
| Saison  | Platz  | Punkte | Platz  | Punkte |
| ------- | ------ | ------ | ------ | ------ |
| 2005/06 | 136.   | 1      | 45.    | 12     |
| 2007/08 | -      | -      | 46.    | 3      |
| 2008/09 | 86.    | 8      | 23.    | 75     |
| 2009/10 | 81.    | 7      | 24.    | 80     |
| 2010/11 | 131.   | 1      | 52.    | 9      |
| 2011/12 | 89.    | 8      | 24.    | 98     |
| 2012/13 | 133.   | 6      | 25.    | 77     |
| 2013/14 | 173.   | 4      | 35.    | 40     |

### Winter-Universiade
- Erzurum 2011: 1. Platz Moguls

### Europacup
- 4 Podestplätze, davon 2 Siege

### Juniorenweltmeisterschaften
- Krasnoe Ozero 2006: 8. Platz Dual Moguls, 15. Platz Moguls
- Airolo 2007: 10. Platz Moguls, 14. Platz Dual Moguls